# Valle de Trápaga-Trapagaran
Valle de Trápaga-Trapagaran – gmina w Hiszpanii, w prowincji Biskaja, w Kraju Basków, o powierzchni 13,07 km². W 2011 roku gmina liczyła 12 189 mieszkańców.